# Richterago
Richterago Kuntze, 1891 è un genere di piante angiosperme dicotiledoni della famiglia delle Asteraceae.

## Descrizione
In questo gruppo sono presenti arbusti o subarbusti caratterizzate da fusti, legnosi non ramificati; sono presenti anche specie erbacee perenni (erbe a rosetta emicriptofite o geofite).
Le foglie lungo il caule sono disposte in modo alternato; alla base possono formare delle rosette; sono picciolate o sub-sessili. La forma, in genere intera e semplice, è molto varia: obovata o spatolata, quasi sempre con apice acuto e bordi continui, raramente i contorni possono essere dentati. Le venature sono del tipo pennato. La consistenza è subcoriacea.
Le infiorescenze sono composte da capolini lungamente peduncolati solitari o poco numerosi e tutti terminali; possono formare anche dei gruppi panicolati o corimbosi. Sono presenti capolini di tipo discoide e omogami o radiato e eterogami. I capolini sono formati da un involucro a forma da campanulata a emisferica o a spirale composto da brattee (o squame) all'interno delle quali un ricettacolo fa da base ai fiori. Le brattee, simili a foglie con forme ovate, lanceolate o lineari, sono disposte su diverse serie (da 6 a 15) in modo embricato e scalate in altezza. Il ricettacolo, piatto o lievemente convesso, glabro e alveolati, è privo di pagliette a protezione della base dei fiori (ricettacolo nudo).
I fiori sono tetraciclici (a cinque verticilli: calice – corolla – androceo – gineceo) e in genere pentameri (ogni verticillo ha 5 elementi). I fiori si dividono in esterni (o del raggio, da 10 a 60) uniseriati, sono pochi o assenti, e in quelli interni (del disco, fino a 300) che sono molto più numerosi e multiseriati. I fiori normalmente sono isomorfi (tutti uguali), oppure sono dimorfi con fiori periferici con corolle bilabiate o subbilabiate (corolle zigomorfe di tipo 1/3 - 2/3 - 1/4) e fiori centrali con corolle tubolari (corolle actinomorfe) o ancora sono subdimorfi con fiori centrali con corolle tubolari e fiori periferici con corolle subtubolari.  In genere i fiori centrali sono ermafroditi e fertili; quelli periferici sono femminili con staminoidi.
- Formula fiorale:

*/x K {\displaystyle \infty }, [C (5), A (5)], G 2 (infero), achenio
- Calice: i sepali del calice sono ridotti ad una coroncina di squame.
- Corolla: il colore delle corolle è bianco, rosa o porpora (crema per i fiori interni). Fiori bilabiati del raggio: il labbro esterno ha 3 o 4 denti, quello interno ha due lunghi lobi (o uno solo) rigidi e attorcigliati. Fiori tubulosi del disco: sono formati da 5 profondi lobi.
- Androceo: l'androceo è formato da 5 stami con filamenti liberi e antere saldate in un manicotto circondante lo stilo.[12] Le antere in genere hanno una forma sagittata con appendici apicali acute (laciniate). Le teche sono calcarate (provviste di speroni) ed hanno code lunghe, lisce o pelose. Il polline normalmente è tricolporato a forma sferica (può essere microechinato).
- Gineceo: il gineceo ha un ovario uniloculare infero formato da due carpelli.[12]. Lo stilo è unico e con due stigmi scarsamente divergenti e un nodo basale glabro; lo stilo è ispessito sotto gli stigmi. Gli stigmi sono corti con terminazioni arrotondate e creste marginali; dorsalmente sono glabri. L'ovulo è unico e anatropo.

I frutti sono degli acheni con pappo. La forma degli acheni è cilindrica (raramente è compressa) con 5 coste longitudinali poco appariscenti e superficie pubescente o sericea. Il carpoforo (o carpopodium) è anulare, talvolta è eccentrico. L'endosperma è cellulare, ma per lo più assente. Il pappo è formato da 25 - 43 setole disposte su una sola serie tutte della stessa lunghezza. Le setole sono appuntite (raramente sono ampie e piatte) e qualche volta sono piumose all'apice. Il pappo è direttamente inserito nel pericarpo o è connato in un anello parenchimatico posto sulla parte apicale dell'achenio.

## Biologia
- Impollinazione: l'impollinazione avviene tramite insetti (impollinazione entomogama tramite farfalle diurne e notturne).
- Riproduzione: la fecondazione avviene fondamentalmente tramite l'impollinazione dei fiori (vedi sopra).
- Dispersione: i semi (gli acheni) cadendo a terra sono successivamente dispersi soprattutto da insetti tipo formiche (disseminazione mirmecoria). In questo tipo di piante avviene anche un altro tipo di dispersione: zoocoria. Infatti gli uncini delle brattee dell'involucro si agganciano ai peli degli animali di passaggio disperdendo così anche su lunghe distanze i semi della pianta.

## Distribuzione
Le specie di questo genere si trovano in Brasile (metà specie sono endemiche dei monti della regione-stato Minas Gerais).

## Tassonomia
La famiglia di appartenenza di questa voce (Asteraceae o Compositae, nomen conservandum) probabilmente originaria del Sud America, è la più numerosa del mondo vegetale, comprende oltre 23.000 specie distribuite su 1.535 generi, oppure 22.750 specie e 1.530 generi secondo altre fonti (una delle checklist più aggiornata elenca fino a 1.679 generi). La famiglia attualmente (2021) è divisa in 16 sottofamiglie.

### Filogenesi
La sottofamiglia Gochnatioideae, nell'ambito delle Asteraceae occupa una posizione più o meno "basale" (si è evoluta prima rispetto al resto della maggior parte delle sottofamiglie) ed è molto vicina alle sottofamiglie Wunderlichioideae e Hecastocleidoideae; con la sottofamiglia Wunderlichioideae forma un "gruppo fratello". La sottofamiglia ha solamente la tribù Gochnatieae ed è caratterizzata da specie più o meno arbustive, capolini eterogami, ricettacoli alveolati, appendice dell'antere apicolate, stilo ispessito sotto gli stigmi e acheni a 5 coste.
Nell'ambito della tribù la posizione del genere di questa voce è abbastanza "basale" e insieme al genere Cnicothamnus forma un "gruppo fratello" che a sua volta è collegato, da un punto di vista filogenetico, al genere Gochnatia. Insieme questi generi formano uno dei due cladi principali della tribù (l'altro clade è formato dai generi discoidi  Anastraphia e Nahuatlea).
Il genere è diventato monofiletico con l'inclusione delle specie del genere Actonoseris (Endl.) Cabrera e quelle della sect. Discoseris  (Endl.) Post & Kuntze del genere Gochnatia Kunth.
Il genere Richterago in precedenti trattamenti era descritto all'interno della sottotribù Gochnatiinae.
L'età di formazione della sottofamiglia/tribù varia (secondo varie ricerche) da 36 a 18 milioni di anni fa.

### Elenco specie
Il genere comprende le seguenti 17 specie:
- Richterago amplexifolia (Gardner) Kuntze
- Richterago angustifolia  (Gardner) Roque
- Richterago arenaria  (Baker) Roque
- Richterago campestris  Roque & J.N.Nakaj.
- Richterago caulescens  Roque
- Richterago conduplicata  Roque
- Richterago discoidea  (Less.) Kuntze
- Richterago elegans  Roque
- Richterago hatschbachii  (Zardini) Roque
- Richterago lanata  Roque
- Richterago petiolata  Roque & J.N.Nakaj.
- Richterago polymorpha  (Less.) Roque
- Richterago polyphylla  (Baker ex Mart.) Ferreyra
- Richterago radiata  (Vell.) Roque
- Richterago riparia  Roque
- Richterago stenophylla  (Cabrera) Roque
- Richterago suffrutescens  (Cabrera) Roque

### Sinonimi
Sono elencati alcuni sinonimi per questa entità:
- Actinoseris (Endl.) Cabrera
- Discoseris  (Endl.) Post & Kuntze
- Ingenhusia  Vell.
- Seris  Less.